# Gabriel Marie de Talleyrand-Périgord

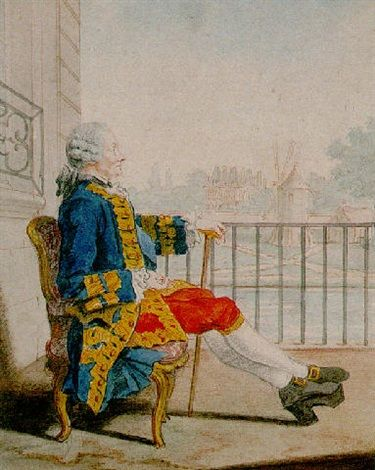
Gabriel-Marie de Talleyrand-Périgord, von Louis Carmontelle

Gabriel Marie de Talleyrand, genannt Comte de Périgord, (* 1. Oktober 1726 auf Château Théobon; † 1797 in Paris) war ein französischer Adliger und Militär des 18. Jahrhunderts.
Er war Comte de Grignols, Comte de Périgord, Prince de Chalais, Baron de Mareuil, Seigneur de Thiviers, de Beausejour, de Beauville, de Coudray, de Théobon, et de Tilly-Maisonrouge.

## Familie
Gabriel-Marie de Talleyrand ist der einzige Sohn von Daniel Marie de Talleyrand-Périgord, Comte de Grignols et de Mauriac (X 9. Mai 1745 bei der Belagerung von Tournai), und Marie Guyonne de Rochefort-Théobon. Durch die zweite Ehe seines Vaters hatte er acht Halbgeschwister, von denen der älteste Sohn Charles Daniel (1734–1788) der Vater des Ministers Charles-Maurice de Talleyrand-Périgord und der dritte Sohn Alexandre Angélique de Talleyrand-Périgord Erzbischof von Reims und Kardinal wurde. Mit dem Ehevertrag vom 28. Dezember 1743 einigten sich sein Vater mit seinem entfernten Vetter Louis Jean Charles de Talleyrand, Prince de Chalais und Oberhaupt des Hauses Talleyrand, darauf, dass Gabriel Marie seine Tochter aus seiner Ehe mit Marie Françoise de Rochechouart-Mortemart, Marie Françoise Marguerite de Talleyrand-Périgord (* 10. August 1727; † 22. Mai 1775), die künftige Princesse de Chalais und Marquise d‘Exideuil, heiratet. Diese Ehe, die am 28. Januar 1744 geschlossen wurde, sicherte den Verbleib der Talleyrand-Güter in der Familie und ermöglichte Gabriel-Marie als Mitglied eines jüngeren Zweiges einen hohen Rang bei Hofe einzunehmen. Am 24. Februar 1757 wurde er durch den Tod seines Schwiegervaters das Oberhaupt des Hauses Talleyrand und (aus dem Recht seiner Ehefrau) Granden von Spanien 1. Klasse. Er selbst trug den Titel "Comte de Périgord".
Gabriel Maries Frau, Marie-Françoise-Marguerite de Talleyrand, genannt die "göttliche Gräfin von Périgord", erweckte das Interesse des Königs Ludwig XV., dessen Avancen sie sich jedoch widersetzte. Die Gunst des Königs führte zu prestigeträchtigen Positionen: zuerst Dame du Palais der Königin Maria Leszczyńska (1744) und dann Dame d′honneur der jüngsten Töchter des Königs (1768) nach dem Tod der Königin. Gabriel Marie profitierte von ihrer Position bei Hofe und wurde am 30. April 1749 Menin des Dauphin Louis. Am 7. Juni 1767 wurde er zum Ritter im Orden vom Heiligen Geist ernannt.
Gabriel Marie und Marie-Françoise-Marguerite de Talleyrand bekamen zwischen 1748 und 1758 vier Kinder, von denen drei das Erwachsenenalter erreichten:
- Sohn (* 4. August 1748 in Versailles; † 20./21. April 1752)
- Marie-Jeanne (* 4. August 1748 in Versailles; † vor 1792), Dame du Palais, dann Dame d’atours von Marie-Antoinette; ⚭ 25. Januar 1762 in Paris Louis-Marie de Mailly, Duc de Mailly d’Haucourt († 6. Dezember 1792 in Amiens)
- Hélie-Charles (* 3. August 1754 in Versailles; † 31. Januar 1829 in Paris), Prince de Chalais, 1814 Duc de Périgord, 1818 erblicher Pair; ⚭ 28. Mai 1778 in Paris Marie Caroline Charlotte Rosalie de Baylens de Poyanne, Marquise de Vandenesse (* 5. Januar 1760 in Paris; † 20. Februar 1728 ebenda), Tochter von Charles Léonard de Baylens, Marquis de Poyanne, und Madeleine Charlotte Louise du Bois de Fiennes, Marquise de Leuville
- Adalbert Charles (* 1. Januar 1758 in Versailles; † 13. Dezember 1841), Comte de Périgord; ⚭ 25. August 1794 Marie de Saint-Léger († 16. August 1830)

## Militärlaufbahn
Obwohl er von einer angeborenen Deformation des linken Fußes betroffen war (wahrscheinlich die gleiche wie bei seinem Neffen Charles Maurice), führte Gabriel Marie de Talleyrand eine lange Militärkarriere. Während des Österreichischen Erbfolgekriegs wurde er am 27. Juli 1741 im Alter von 15 Jahren Enseigne im Régiment de Normandie unter dem Kommando seines Vaters, mit dem er die Feldzüge von 1742 und 1743 mitmachte, und am 24. Januar 1744 Leutnant im Rang eines Kapitäns; er diente im Flandernfeldzug bei den Belagerungen von Menen, Ypern und Veurne und wurde am 11. Mai 1745 während der Belagerung von Tournai zum Oberst des Regiments als Nachfolger seines zwei Tage zuvor verstorbenen Vaters ernannt (er war zu diesem Zeitpunkt 18 Jahre alt), und kämpfte am gleichen Tag in der Schlacht bei Fontenoy. Im gleichen Jahr nahm er an den Belagerungen von Oudenaarde (Mai), Dendermonde (August), und Ath (September/Oktober) teil, 1746 an der Belagerung von Brüssel (Januar/Februar), der Schlacht bei Roucourt (11. Oktober 1746) und 1747 schließlich an der Belagerung von Bergen-op-Zoom (Juli–September). 1748 kommandierte er sein Regiment bei der Belagerung von Maastricht.
Am 11. Juli 1753 übernahm Gabriel Marie de Talleyrand das Kommando über das Régiment du Dauphin cavalerie, am 23. Juli 1756, zu Beginn des Siebenjährigen Krieges, wurde er zum Brigadier der Kavallerie ernannt, und nahm an den Feldzügen in Deutschland teil, insbesondere an der Schlacht bei Hastenbeck (26. Juli 1757), der Einnahme von Minden und Hannover, sowie der Verfolgung des Gegners Richtung Celle. 1758 kämpfte er in der Schlacht bei Krefeld (23. Juni) und der Schlacht bei Lutterberg (10. Oktober).
Am 20. Februar 1761 wurde er zum Maréchal de camp ernannt. Er kämpfte dann bis zu seiner Demission als Kommandeur des Régiment du Dauphin im Januar 1762 in Deutschland. Nach dem Ende des Krieges (1763) hatte er keine operativen militärischen Kommandos mehr inne, wurde aber am 1. Juli 1780 zum Lieutenant-géneral der Armee befördert.

## Gouvernements
Die Ehe von Gabriel Marie mit Marie-Françoise de Talleyrand ließ ihn en survicance auf die Gouverneursämter hoffen, die sein Schwiegervater innehatte. Als dieser zu seinen Gunsten zurückgetreten war, wurde Gabriel Marie de Talleyrand am 1. Januar 1752 Gouverneur, Generalleutnant und Grand Bailli d’Épée inklusive Bourges und Issoudun, den zugehörigen Eid legte er am 21. Januar 1753 ab. Am 19. Juni 1760 wurde Louis François II. de Bourbon, prince de Conti sein Nachfolger.
1770 wurde er Generalgouverneurs der Picardie, dann erhielt er die Funktion des Oberbefehlshabers im Languedoc. Letztere war tatsächlich eine Aufgabe (er musste sicherstellen, dass das Parlement von Toulouse in den "Kontext des vom Kanzler Maupeou beschlossenen Staatsstreichs" gebracht wird), aber auch sehr einträglich, da es ein jährliches Einkommen von 160.000 Livre brachte. 1772 wurde er zum Staatsrat ernannt.

## Französische Revolution
Während der Revolution emigrierte Gabriel-Marie nicht ins Ausland, wobei er nicht die gleichen Entscheidungen traf wie sein Neffe Charles-Maurice, und war damit der Einzigen in seiner Familie. Als "ehemaliger Adliger" im Oktober 1793 eingesperrt, wurde er in die Pension Belhomme verlegt, ein "Maison de Santé", das es wohlhabenden Bewohnern ermöglichte, die Härte der Inhaftierung zu umgehen, dann ins Maison de Santé de Mahay und schließlich ins Maison Blanchard de Picpus. Er wurde im Oktober 1794 freigelassen und starb 1797.